# Liliensternus
Liliensternus var ett släkte dinosaurier som levde i det som idag är Tyskland under de senare delarna av Triasperioden. Den första arten i släktet upptäcktes 1934, men ansågs då tillhöra det tidigare kända släktet Halticosaurus och beskrevs av Friedrich von Huene som H. liliensterni. 1984 ansåg Samuel Paul Welles att arten borde föras till ett eget släkte, vilket han då kallade Liliensternus efter artnamnet. L. liliensterni var ett medelstort tvåbent rovdjur som kunde bli över fem meter långt och är såväl den bäst bevarade som den största kända rovdinosaurien från Triasperioden i Europa.

## Beskrivning och paleobiologi

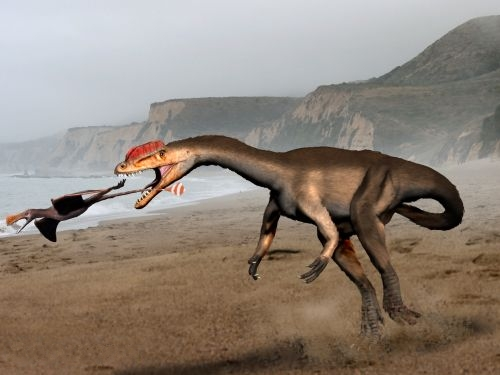
Rekonstruktion av Liliensternus.

Liliensternus kunde bli upp mot 5,15 meter lång och kunde väga upp till 127 kg. Vissa uppmätningar placerar den på 5.2 meter med en vikt på 200 kg. 
Kvarlevorna av två individer utgör typexemplaren MB.R.2175 och inkluderar fragmentariska skelett inklusive bitar av skallar, underkäkar, kotor och stora delar av skelettets bakre hälft. Likt hos Dilophosaurus är skenbenet (409 millimeter) kortare än lårbenet (440 millimeter) vilket har använts av vissa forskare för att föreslå att Liliensternus utgör en mellanform mellan djur såsom Coelophysis och djur som Dilophosaurus. Hela skallen är inte känd, men många rekonstruktioner ger Liliensternus kammar liknande de hos Dilophosaurus, det finns i nuläget inga fossila bevis för detta. Ännu en likhet med Dilophosaurus är att dess tarmben är ovanligt kort.
Det har ibland föreslagits att fossilen från Liliensternus representerar unga eller subadulta individer på grund av att de endast bevarar två sammanslagna korsben och att neurocentrala suturer fortfarande kan ses på kotorna.

## Paleoekologi
Liliensternus var ett aktivt tvåbent rovdjur som kan ha jagat större herbivorer såsom Plateosaurus, vars kvarlevor har påträffats på samma platser. Fossil som hittats i Schweiz och Tyskland tyder på att Liliensternus levde på flodslätter som kryllade av reptiler, therapsider och Plateosaurus. Liliensternus tros ha varit snabb och kan möjligen ha jagat efter små tidiga ornithischier. 